# Космонаут
Космонаут (или астронаут) је особа која је прошла обуку за лет у свемир. Она може командовати, пилотирати или бити члан посаде свемирске летелице. Данас се термин углавном употребљава за професионалне путнике у свемир с тим што се често сви који су путовали у свемир називају космонаутима (научници, политичари, туристи). Први космонаут је био Јуриј Гагарин. Прва жена космонаут је била Валентина Терјешкова.
„Астронаут“ се технички односи на све људе који путују у свемир, без обзира на националност или припадност; међутим, астронаути из Русије или Совјетског Савеза обично су уместо тога познати као космонаути (од руског „космос“, што значи „свемир“, што је такође позајмљено из грчког) како би се разликовали од америчких или генерално са Натом повезаних свемирских путника. Релативно недавни развој у свемирским летовима с људском посадом који је остварила Кина довео је до успона појма тајконаут (од мандаринског „тајконг“ (太空), што значи „свемир“), иако је његова употреба донекле неформална и порекло је нејасно. У континенталној Кини, астронаути Астронаутског корпуса Народноослободилачке војске и њихове иностране колеге се званично називају хангтјенјуен (航天员, што значи „небески навигатор” или дословно „особље за пловидбу небом”) и „астронаути” на енглеском.

## Дефиниција
Критеријуми за оно што чини људски свемирски лет варирају, са извесним фокусом на тачку где атмосфера постаје толико танка да центрифугална сила, а не аеродинамичка сила, носи значајан део тежине летећег објекта. Спортски кодекс Међународне аеронаутичке федерације (FAI) за астронаутику признаје само летове који прелазе Карманову линију, на надморској висини од 100 km (62 mi). У Сједињеним Државама професионални, војни и комерцијални астронаути који путују на надморској висини од 50 mi (80 km) добијају астронаутска крила.
Према подацима од 17. новембра 2016, 552 особе из 36 земаља досегле су 100 km (62 mi) или више надморске висине, од којих је 549 досегло ниску орбиту Земље или даље. Од тога је 24 особе путовало изван ниске Земљине орбите, било до месечеве орбите, месечеве површине, или, у једном случају, петље око Месеца. Три од 24 - Џим Лавел, Џон Јанг и Џин Сернан - учинили су то два пута.
Према подацима од 17. новембар 2016, по америчкој дефиницији, 558 људи се квалификује да је досегло свемир, изнад 80 км надморске висине. Од осам пилота X-15 који су прешли 50 mi (80 km) надморске висине, само је један, Џозеф А. Волкер, прешао 100 километара (око 62,1 миљу) и то је учинио два пута, поставши прва особа у свемиру два пута. Свемирски путници провели су у свемиру преко 41790 дана (114,5година), укључујући преко 100 астронаутских дана свемирских шетњи. Према подацима из 2016, човек са најдужим кумулативним временом у свемиру је Генадиј Падалка, који је у свемиру провео 879 дана. Пеги А. Витсон држи рекорд за највише времена у свемиру међу женама, 377 дана.

## Терминологија
Године 1959, Сједињене Државе и Совјетски Савез су планирали да лансирају људе у свемир. НАСА-ин администратор Т. Кит Гленан и његов заменик администратора, Хју Драјден, расправљали су о томе да ли би чланови посаде свемирских летелица требало да се зову астронаути или космонаути. Драјден је преферирао „космонаут“, с образложењем да ће се летови одвијати у ширем космосу, док је префикс „астро“ специфично сугерисао лет према звездама. Већина чланова НАСА-ине Свемирске радне групе преферирала је „астронаута“, који је уобичајеном употребом опстао као преферирани амерички израз. Када је Совјетски Савез лансирао првог човека у свемир, Јурија Гагарина 1961. године, изабрали су термин који се на енглеском назива „космонаут”.

## Здравствени ризици свемирских путовања
Астронаути су подложни разним здравственим ризицима, укључујући декомпресијску болест, баротрауму, имунодефицијенције, губитак костију и мишића, губитак вида, ортостатску нетолеранцију, поремећаје спавања и озледе зрачењем. Различите велике медицинске студије се спроводе у свемиру преко Националног института за биомедицинска истраживања свемира (NSBRI) како би се решила ова питања. Међу њима се истиче Напредна дијагностичка ултразвучна студија микрогравитације у којој астронаути (укључујући бивше ISS заповеднике Лерој Чиао и Генадиј Падалка) изводе ултразвучно скенирање под водством удаљених стручњака ради дијагностицирања и потенцијалног лечења стотина медицинских стања у свемиру. Технике ове студије се сада примењују за третирање професионалних и олимпијских спортских повреда. Очекује се да ће даљински вођени ултразвук имати примену на Земљи у хитним и руралним ситуацијама, где је приступ обученом лекару често редак.
Експеримент свемирског шатла из 2006. открио је да је Salmonella typhimurium, бактерија која може изазвати тровање храном, постаје још вирулентнија када се гаји у свемиру. Недавно, 2017. године, откривено је да су бактерије отпорније на антибиотике и да успевају у готово бестежинском стању свемира. Уочено је да су микроорганизми преживели вакуум свемира.
Једна студија спроведена уз потпору НАСА-е 31. децембра 2012. године известила је да људски свемирски лет може нанети штету мозгу и убрзати наступ Алцхајмерове болести.
У октобру 2015. године, НАСА-ин уред генералног инспектора издао је извештај о опасностима по здравље у контексту истраживањем свемира, укључујући и људску мисију на Марс.
Током последње деценије, лекари летења и научници из НАСА-е уочили су образац проблема са видом код астронаута на дуготрајним свемирским мисијама. Синдром, познат као оштећења вида интракранијалног притиска (VIIP), пријављен је код скоро две трећине свемирских истраживача након дугих периода проведених на Међународној свемирској станици (ISS).
Научници су 2. новембра 2017. известили да су значајне промене у положају и структури мозга пронађене код астронаута који су путовали у свемир, на основу  студија. Астронаути који су дуже путовали у свемиру били су повезани са већим променама мозга.
Боравак у свемиру може бити физиолошки декондиционирајући за тело. Може утицати на отолитне органе и адаптивне способности централног нервног система. Нулта гравитација и космички зраци могу изазвати многе импликације за астронауте.
У октобру 2018. истраживачи које је финансирала НАСА открили су да дуга путовања у свемир, укључујући путовање на планету Марс, могу значајно оштетити гастроинтестинална ткива астронаута. Студије подржавају ранији рад који је открио да би таква путовања могла значајно оштетити мозак астронаута, те узроковати његово прерано старење.
Истраживачи су 2018. године известили, након што су на Међународној свемирској станици (ISS) открили присуство пет сојева бактерија Enterobacter bugandensis, ниједан од којих није патоген за људе, да треба пажљиво пратити микроорганизме на ISS-у како би наставили да осигуравају медицински здраво окружење за астронауте.
Студија руских научника објављена у априлу 2019. показала је да би се астронаути суочени са свемирским зрачењем могли суочити с привременим сметњама у својим центрима памћења. Иако то не утиче на њихове интелектуалне способности, привремено омета стварање нових ћелија у меморијским центрима мозга. Студија коју је спровео Московски институт за физику и технологију (МИФТ) закључила је ово након што је примећено да мишеви изложени неутронском и гама зрачењу нису испаштали од умањених интелектуалних способности глодара.
Једна студија проведена 2020. на мозгу осам мушких руских космонаута након што су се вратили са дугог боравка на Међународној свемирској станици показала је да дуготрајни свемирски лет узрокује многе физиолошке прилагодбе, укључујући макро и микроструктурне промене. Иако научници још увек мало знају о ефектима свемирских летова на структуру мозга, ова студија је показала да свемирско путовање може довести до нових моторичких способности (спретности), али и нешто слабијег вида, од којих би обоје могло бити дуготрајно. То је била прва студија која је пружила јасне доказе о сензомоторној неуропластичности, односно способности мозга да се мења кроз раст и реорганизацију.